# Phong Nha-Ke Bang
Národní park Phong Nha-Ke Bang (vietnamsky: Vườn quốc gia Phong Nha-Kẻ Bàng; anglicky: Phong Nha-Ke Bang National Park) je národní park ve Vietnamu, který byl pro svou jedinečnost zapsán v roce 2003 na seznam světového dědictví UNESCO. Park je pojmenován podle jeskyně Phong Nha a lesa Ke Bang.

## Přírodní poměry
Phong Nha-Ke Bang se rozkládá v krasové oblasti, která se nachází zhruba 20 km jihozápadně od města Ba Don, 50 km severně od Đồng Hới (provincie Quang Binh), 44 km severně od letiště Đồng Hới a 450 km jižně od vietnamské metropole Hanoje. Při svém vyhlášení měl park rozlohu 857,54 km², později došlo k jeho rozšíření na plochu 1233 km². V parku je kolem 300 známých jeskyní, jejichž celková délka činí 126 km.   
Nejnižší místo v parku má nadmořskou výšku -100 m pod hladinou moře, nejvyšší pak 1128 m nad mořem.
Ze vzácných zástupců fauny zde žijících lze jmenovat např. bažant vietnamský, bažant Edwardsův, bažant prelát, bažant císařský a bažant perlový. 

## Historie
Nápisy na stélách a oltářích dokazují, že jeskyně Phong Nha byla známa obyvatelům čampského království ještě před vietnamskou expanzí do střední a jižní částí země. První vietnamská písemná zmínka o této jeskyni je z roku 1550. V roce 1824 Minh Mang, vietnamský vládce z dynastie Nguyen, vlastním jménem Nguyễn Thánh Tổ, pojmenoval jeskyni Diệu ứng chi thần. 
V roce 1935 jeden místní obyvatel náhodně objevil asi 1 km od jeskyně Phong Nha vchod do další podzemní prostory. Tato jeskyně dostala jméno Tiên Sơn, což znamená "pohádková jeskyně" nebo také "suchá jeskyně", protože zde neteče řádná podzemní řeka. Další nová jeskyně byla objevena místním obyvatelem a v roce 2008 byla prozkoumána britskou expedicí jeskyně Thien Duong. Členové britské expedice ji pojmenovali Paradise, tj. Ráj, vietnamsky Thien Duong. V dubnu 2009 členové expedice Britské speleologické společnosti objevili v této oblasti další, dosud neznámé monumentální jeskyně, pojmenované Son Doong.
Jeskyně v oblasti Phong Nha byly poprvé propagovány jako turistický cíl v publikaci, kterou v roce 1937 vydala turistická agentura francouzské správy v Hue. Od roku 1990 byla za účelem průzkumu této oblasti vypravena řada expedicí, a to jak s účastí domácích, tak i zahraničních vědců.

## Galerie

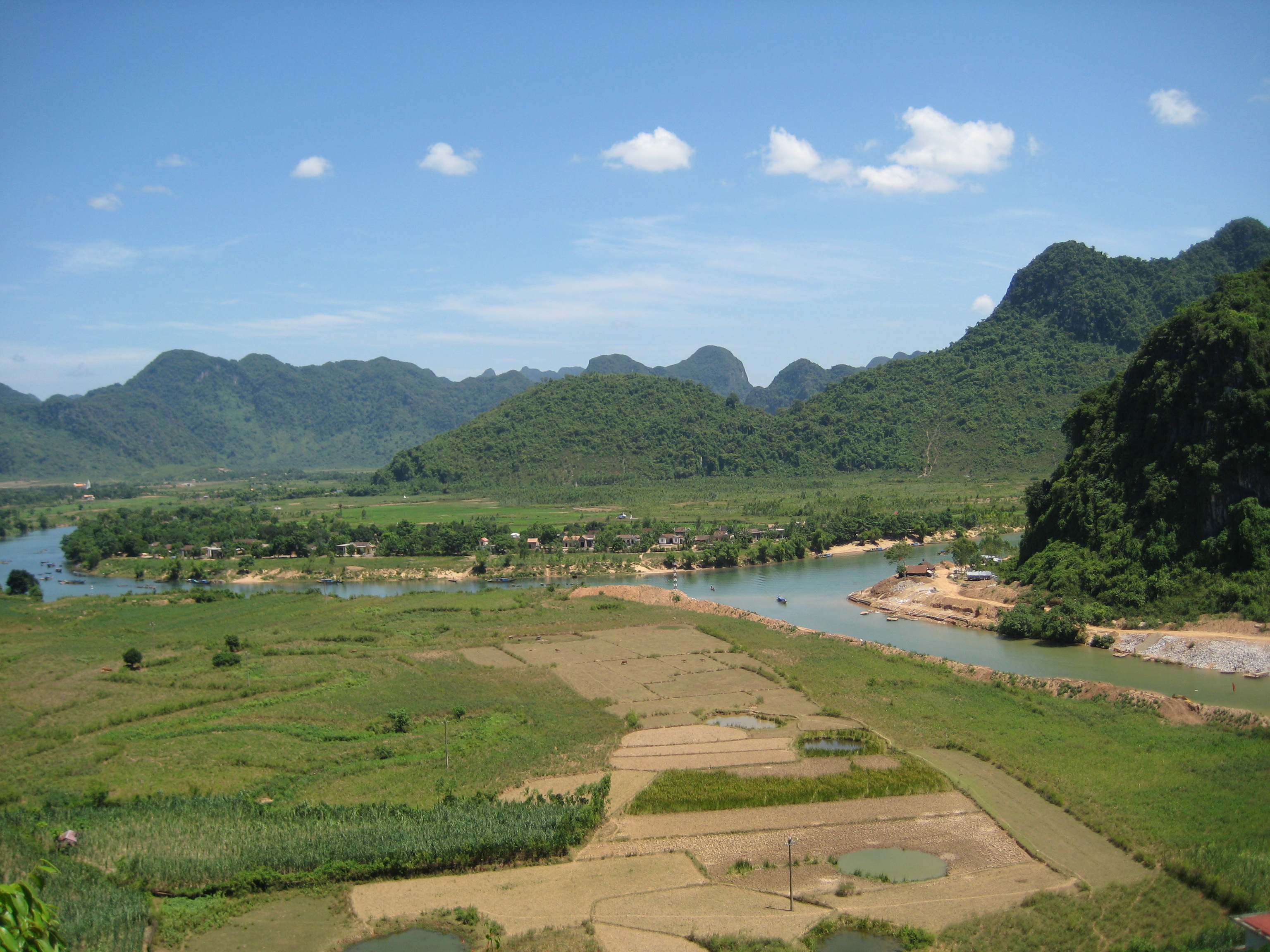
Krajina v národním parku
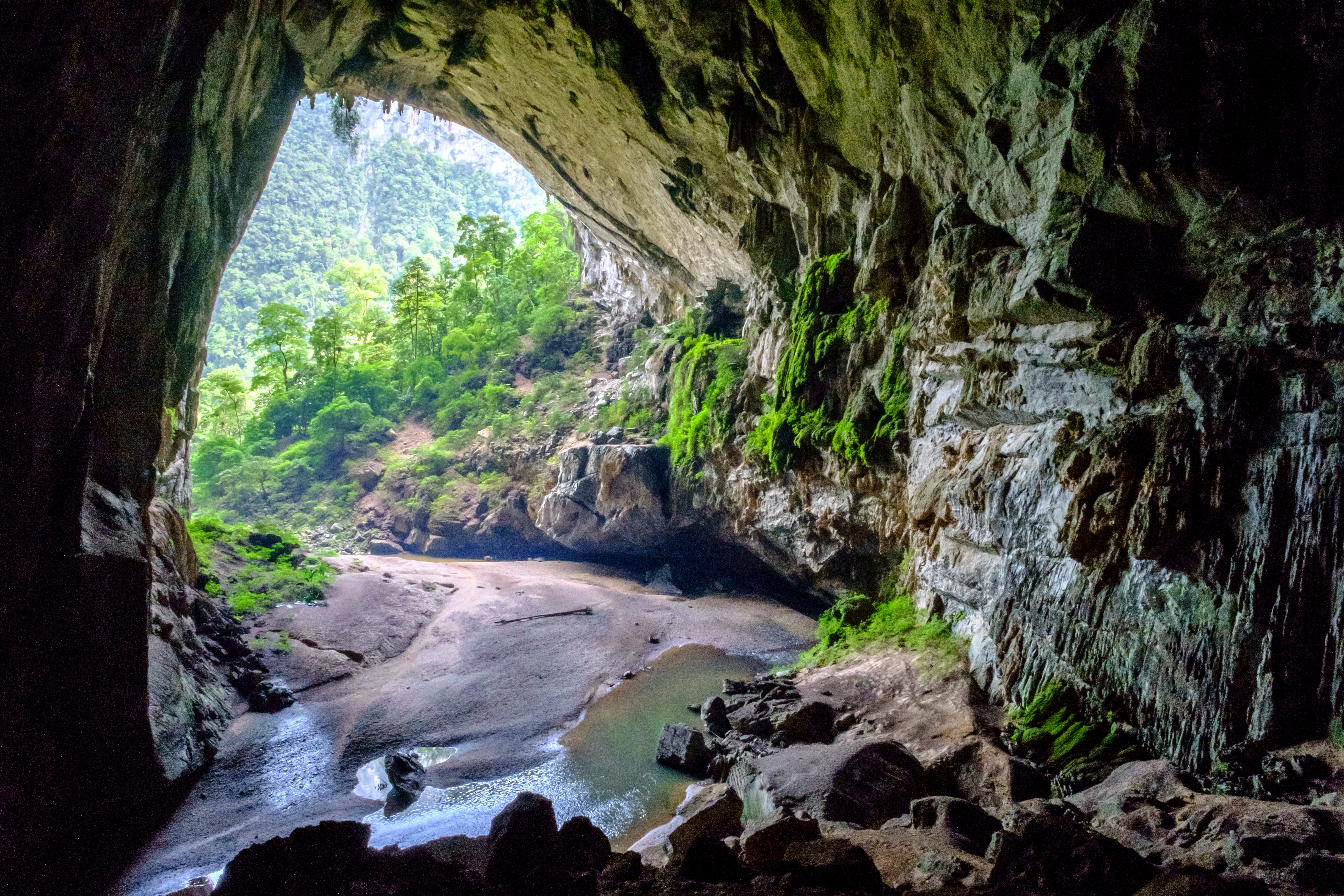
Vchod do jeskyně Én
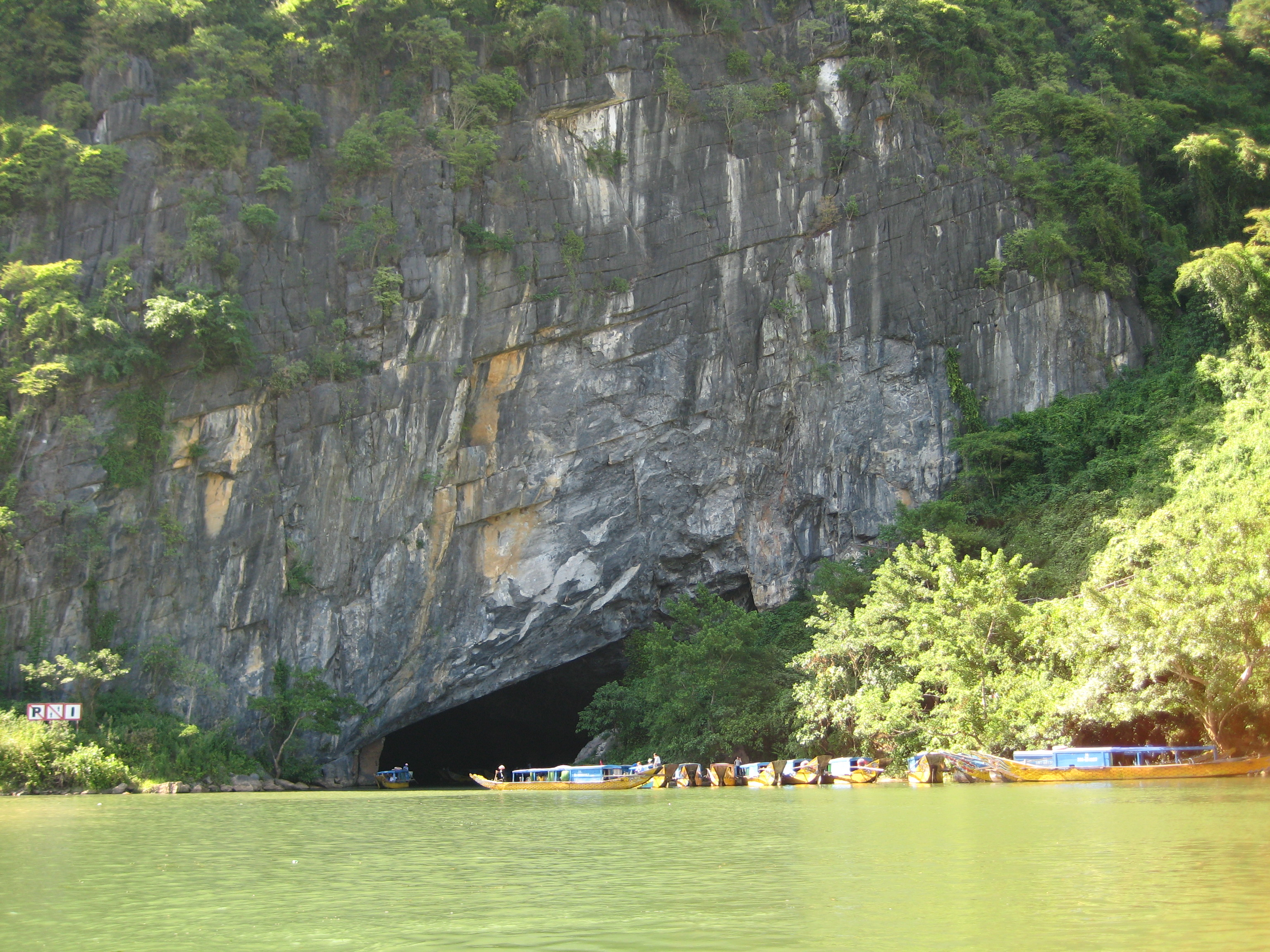
Vstup do jedné z jeskyní
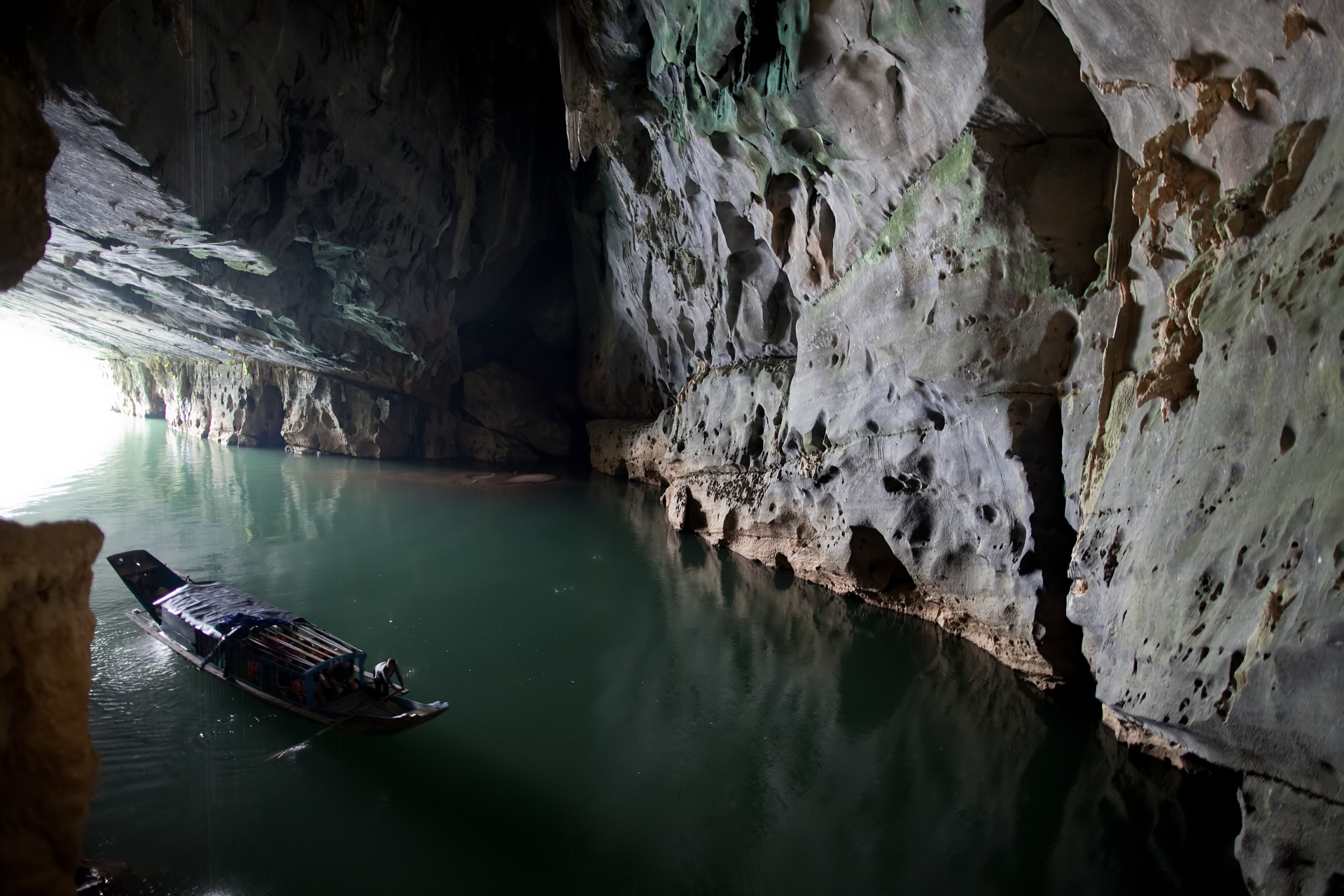
Podzemí u vchodu
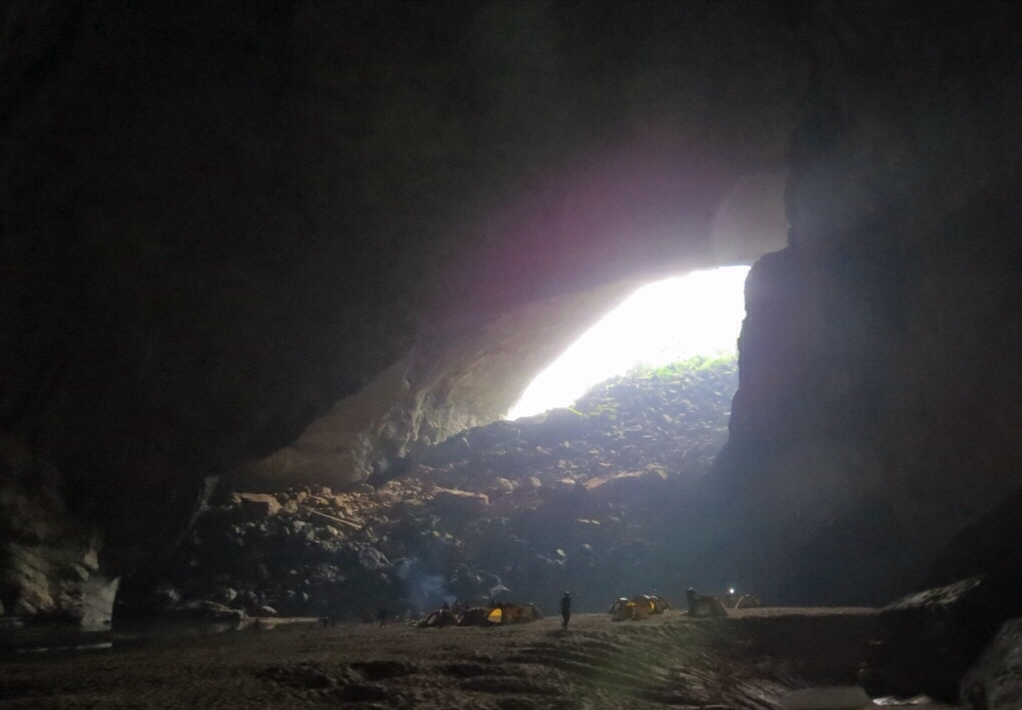
Jeskyně Son Doong